# Union Sportive Marseille Endoume Catalans
La Union Sportive Marseille Endoume Catalans és un club de futbol francès de la ciutat de Marsella.
El club està situat a Endoume, al cor del 7è districte de Marsella, a l'antic barri vora el mar, no gaire lluny de la Corniche, a la perifèria sud-oest del centre de la ciutat.
El nom «Catalans» fa referència al barri dels Catalans i la cala dels Catalans que limita amb el barri de Saint-Lambert i que es troba sota Endoume. Pren el nom d'un antic assentament de pescadors de Catalunya.

## Història
El club va ser fundat l'any 1925 al barri Els Catalans de Marsella.

## Palmarès
- Sense títols destacats